# 아랍 아메리카 유니버시티 스타디움
아랍 아메리카 대학교 경기장(아랍어: استاد الجامعة العربية الامريكية, 영어: Arab American University Stadium 또는 AAUP International Stadium)은 팔레스타인 제닌에 있는 6,000명을 수용할 수 있는 다목적 경기장이다.